# Corythucha ciliata
Corythucha ciliata là một loài động vật trong họ Tingidae có liên quan đến cây sinh tử. Nó bắt nguồn từ thế giới mới, nhưng đã được giới thiệu và đã lan rộng ở châu Âu. Nó là một côn trùng nhỏ, màu trắng và ăn dưới đáy của lá, hút nhựa.

## Mô tả
Cá thể trưởng thành có màu trắng sữa và có chiều dài từ 3,2 đến 3,7 mm (0,13 và 0,15 inch). Loài này có bề ngoài tương tự loài Corythucha gossypii và loài Corythucha floridana, nhưng thiếu dải lưỡi liềm màu nâu trên carina (gờ trên thân) của loài sau và lớn hơn loài nêu ở sau. Màu nâu chỉ là một điểm nhỏ trên chỗ lồi lên trên mỗi cánh cứng (cánh hợp cụ thể). Nhộng có hình bầu dục, vân lưng dẹt, đen và có gai. Loài này có thể dễ dàng phân biệt được với các loài khác bằng sự hiện diện của nó trên ngô đồng Mỹ.

## Phân bố
C. ciliata có nguồn gốc ở Bắc Mỹ và được tìm thấy nơi cây chủ của nó phát triển. Người dẫn chương trình chính là ngô đồng Mỹ (Platanus occidentalis) nhưng nó đôi khi được tìm thấy trên các loài khác của Platanus, và nó đã được ghi lại trên Broussonetia papyrifera, Carya ovata, Chamaedaphne sp., Fraxinus sp., Quercus laurifolia và Liquidambar styraciflua.
Ở Châu Âu, C. ciliata lần đầu tiên được quan sát thấy vào năm 1964 tại Padova, Italy, và lan rộng khắp Nam và Trung Âu, xâm nhập vào cây sycamore (Acer pseudoplatanus). Mặc dù tự nó không giết hại cây cối, ở Trung Âu thường thấy nó liên quan đến hai loại nấm gây bệnh thực vật, có thể giết chết cây, Apiognomonia veneta và Ceratocystis fimbriata, dẫn đến giả thuyết rằng nó có thể hoạt động như một vec tơ cho những loại nấm này. 